# Julie Powell
Pour les articles homonymes, voir Powell.
Julie Powell (née Julie Foster le 20 avril 1973 à Austin, au Texas et morte le 26 octobre 2022 à Olivebridge dans l'État de New York) est une écrivaine américaine connue pour avoir écrit Julie & Julia : 365 Days, 524 Recipes, 1 Tiny Apartment Kitchen (traduit en français sous le nom Julie et Julia : Sexe, blog et bœuf bourguignon).

## Biographie
Née et élevée à Austin, au Texas, elle fait ses études au Amherst College. Elle y obtient un diplôme à la fois en théâtre et en écriture créative en 1995.
Tout en travaillant pour la Lower Manhattan Development Corporation (Corporation pour le développement de Lower Manhattan) en août 2002, Julie Powell a commencé le projet Julie/Julia, un blog décrivant sa tentative de réaliser toutes les recettes de la célèbre cuisinière américaine Julia Child dont le livre Mastering the Art of French Cooking, ayant pour but de rendre accessible aux Américaines la cuisine française, a été un immense best-seller dans les années 1960.
Le blog a acquis rapidement une large notoriété et a permis à Julie Powell d'être remarquée par les éditions Little, Brown and Company qui lui proposent un contrat. Son livre, Julie and Julia : 365 Days, 524 Recipes, 1 Tiny Apartment Kitchen, a été publié en 2005. L'édition de poche a été publiée sous le titre Julie and Julia : My Year of Cooking Dangerously. Il a été traduit en français en 2008, aux éditions du Seuil puis en poche chez Points, sous le titre Julie et Julia : Sexe, blog et bœuf bourguignon.
Elle meurt d'une crise cardiaque, le 26 octobre 2022.

## Cinéma
Un film, Julie & Julia, réalisé par Nora Ephron, est adapté conjointement de son livre et de l'autobiographie de Julia Child My Life in France, comme un portrait croisé des deux femmes. Amy Adams y tient le rôle de Julie Powell et Meryl Streep celui de Julia Child.